# Ivar Stafsing
Oscar Ivar Stafsing (fram till 1925 Carlson), född 1 september 1883 i Stockholm, död 10 november 1963, var en svensk jurist och bankir.
Ivar Stafsing var son till bergsingenjören Oscar Carlson och Bertha Nicolina Stafsing. Efter mogenhetsexamen i Stockholm 1910, juris utriusque kandidatexamen vid Uppsala universitet 1906, ett års studier vid handelshögskolan i Frankfurt am Main samt sedvanlig tingsmeritering tjänstgjorde Stafsing 1910–1911 i Svea hovrätt och samtidigt som amanuens i Jordbruksdepartementet. Han utövade advokatverksamhet i Stockholm 1912–1916 och inträdde 1916 som ombudsman i det av fadern grundade Stockholms Superfosfat Fabriks AB. 1918–1921 var han VD i detta och samtidigt chef för Fosfatbolagets rederi- och patent AB. 1923 grundade han en bankirfirma (från 1925 Bankiraktiebolaget Stafsing & co.) där han sedan var dess VD. Bolaget bedrev främst affärer utomlands, och deltog bland annat i grundandet av ett försäkringsbolag i São Paulo och ett odlingsföretag i Kenya. 
Stafsing var bulgarisk generalkonsul i Stockholm 1937–1938. Stafsing, som var ledamot av styrelsen för Travellers Club i Stockholm, och deltog flitigt i finansierandet av olika forskningsresor. Förutom ett antal uppsatser i tidningar och tidskrifter publicerade han The New Gold Standard (1932) och Fri företagsamhet eller kommunism? (1936).